# هو یونگ
هو یونگ (انگلیسی: Hou Yong؛ زادهٔ ۱۹۶۰) فیلم‌بردار، کارگردان فیلم و فیلم‌نامه‌نویس اهل چین است.
از فیلم‌های او می‌توان به سپتامبر، گریه نکن، نانجینگ، جنگ تریاک، نه یکی کمتر، مادر و پدر من، قهرمان اشاره کرد.
همچنین برندهٔ جوایزی همچون جایزه خروس زرین شده‌است.